# لاري كانون
لاري كانون (بالإنجليزية: Larry Cannon)‏ هو مهندس أمريكي، ولد في 13 أبريل 1937، وتوفي في 6 نوفمبر 1995 بسبب انسداد وعائي.

## روابط خارجية
- لاري كانون على موقع DriverDB.com (الإنجليزية)